# Kösliner Küstenland
Koordinaten: 54° 40′ N, 17° 4′ O
Das Kösliner Küstenland (polnisch: Pobrzeże Koszalińskie) ist ein Abschnitt der polnischen Ostseeküste und gleichzeitig eine übergeordnete Makroregion in Polen.

## Etymologie
Das Kösliner Küstenland ist nach der Stadt Koszalin benannt.

## Gliederung
Das Kösliner Küstenland nimmt ca. 5000 km² im Osten der Pommerschen Bucht ein und gliedert sich in die folgenden Mesoregionen:
- Slowinzische Küste
- Belgarder Ebene
- Stolper Ebene
- Hebrondamnitz Hochebene
- Zarnowitzer Hochebene
- Reda-Leba-Urstromtal

## Nachweise
- Jerzy Kondracki: Geografia regionalna Polski. Wyd. Naukowe PWN, Warszawa 2001, ISBN 83-01-13050-4